# Bătălia de la Wogastisburg
Potrivit cronicii contemporane atribuite lui Fredegar, bătălia de la Wogastisburg s-a disputat între slavii (Sclav, cognomento Winidi) comandați de Samo și francii conduși de regele Dagobert I în 631.
Armatele france se aflau în plic proces de avansare în regiunea ocupată de către uniunea tribală a slavilor conduși de Samo. Înaintarea se realiza pe trei coloane: cea a alamanilor, cea a longobarzilor și cea a francilor din Austrasia. Primele două valuri invadatoare au înregistrat unele succcese, însă principala forță de luptă a francilor a suferit o gravă înfrângere într-o bătălie desfășurată vreme de trei zile în apropiere de Wogastisburg. 
Poziția bătăliei nu poate fi localizată cu certitudine, dat fiind că sursa, cronica atribuită lui Fredegar, nu oferă nicio precizare geografică. Astfel, mai multe locuri revendică legături cu locul de desfășurare a bătăliei (de obicei, în baza paralelelor lingvistice și unor săpături arheologice nu tocmai convingătoare), precum colina Rubín din apropiere de Podbořany (în Boemia), colina Úhošť de lângă Kadaň (în Boemia), Bratislava (Slovacia), Trenčín (Slovacia), Beckov (Slovacia), râul Váh river = Voga (Slovacia), Staffelberg lângă Bad Staffelstein (Bavaria), Burk în apropiere de Forchheim (Oberfranken), Viena sau alte locații situate de-a lungul Dunării mijlocii etc. 
În fapt, nu există nicio evidență convingătoare pentru niciuna dintre propunerile de mai sus și există chiar posibilitatea ca sub numele de Wogastisburg să se ascundă doar un termen desemnând o temporară tabără de luptă, mai degrabă decât o așezare permanentă.